# Démétrius (fils de Georges Ier de Géorgie)
Pour les articles homonymes, voir Démétrios.

Démétrius Bagration ou Démètre ou Dimitri († vers 1053) est un prince géorgien du XIe siècle et un prétendant au trône de 1035 à 1040, puis de 1047 à 1053.

## Biographie
Démétrius, aussi appelé Démètre ou Dimitri, appartient à la famille des Bagrations, une branche des Bagratides qui prétendait descendre des rois bibliques David et Salomon. Il est le fils du roi Georges Ier de Géorgie et de sa seconde épouse Alda d'Ossétie. On ne sait que très peu de chose sur sa vie et les seules indications à son sujet sont assez vagues.
En 1035, Démétrius renverse à l'aide de la noblesse le roi Bagrat IV de Géorgie et se proclame roi de Géorgie. Mais l'ancien roi révolté revient à la charge en 1040 et le détrône. Vers 1047, il se serait à nouveau proclamé roi de Géorgie mais son demi-frère aîné Bagrat IV le vainc et Démétrius est obligé de se réfugier chez ses cousins en Ossétie. Il y est mort vers 1053.

## Union et descendance
De son épouse Euphémie, fille de Hraat, un prince liparitide, il aurait eu une fille :
- Irène, concubine de l'empereur byzantin Constantin IX Monomaque puis mariée en 1076 à Isaac Comnène, Sébastokrator et duc d'Antioche.